# Мост Джона Фроста
Мост Джона Фроста (нидерл. John Frostbrug) — автомобильный мост через Нижний Рейн в Арнеме, в Нидерландах. Мост был открыт после окончания Второй мировой войны и назван в честь генерал-майора Джона Даттона Фроста, который командовал британскими войсками, оборонявшими во время битвы при Арнеме в сентябре 1944 года мост Рейнбруг («Рейнский мост»), предшественник современного моста. Битва за мост в Арнеме стала ключевым эпизодом в англо-американском фильме 1977 года «Мост слишком далеко», но для съёмок фильма использовался схожий мост Эйссел в Девентере.

## История

### Рейнбруг
С 1603 года в Арнеме существовал плавучий мост, но по мере роста города в начале XX века возникла необходимость в постоянном сообщении через Нижний Рейн. Рейнбруг (буквально Рейнский мост) был построен в 1932—1935 годах, но был разрушен голландскими сапёрами в 1940 году, чтобы замедлить продвижение немцев во время вторжения в Нидерланды. В связи с ключевым расположением данной перепраы, немцам мост был крайне необходим и в, качестве временного решения, был возведён понтонный мост, служивший до момента возведения капитального автомобильного моста. Его строительство было завершено в августе 1944 года.

### Битва при Арнеме
В сентябре 1944 года союзники начали проведение стратегической наступательной операции «Маркет Гарден». В ходе операции предполагалась высадка воздушных десантов силами 82-й и 101-й американских десантных дивизий и британской 1-й воздушно-десантной дивизии. Целями десантов были захват и оборона ключевых мостов через реки до смены их частями британского 30-го корпуса, продвигавшегося от линии фронта по единственному шоссе. Британским десантникам выпала задача захвата и удержания самого дальнего из всех запланированных к захвату мостов — автомобильного моста через Нижний Рейн в городе Арнем. Недостатки в планировании операции привели к тому, что для союзников оказалось неожиданностью наличие в Арнеме 2-го танкового корпуса SS. В результате лишь небольшой отряд численностью около 740 человек под командованием подполковника Джона Фроста в первый день операции 17 сентября смог достичь северного конца моста.
Численное превосходство немецких войск в Арнеме привело, в конечном итоге, к поражению группы Фроста, стойко оборонявших мост в течение 4 дней до 20 сентября, пока у них оставались боеприпасы. Им удалось блокировать мост для немецкой бронетехники вдвое дольше, чем это предполагалось добиться силами всей 1-й дивизии. Остальная часть британских десантников продержалась в попытке удержания плацдарма за Рейном в соседнем Остербеке до 25 сентября, после чего была эвакуирована через реку.
Хотя мост уцелел в бою, 7 октября 1944 года он был разбомблен и разрушен бомбардировщиками B-26 Marauder из американской 344-й бомбардировочной группы, чтобы помешать немцам использовать его для отправки подкреплений к югу от реки во время немецкого контрнаступления на плацдарм союзников, захваченный в ходе операции Маркет-Гарден.

## Мост Джона Фроста

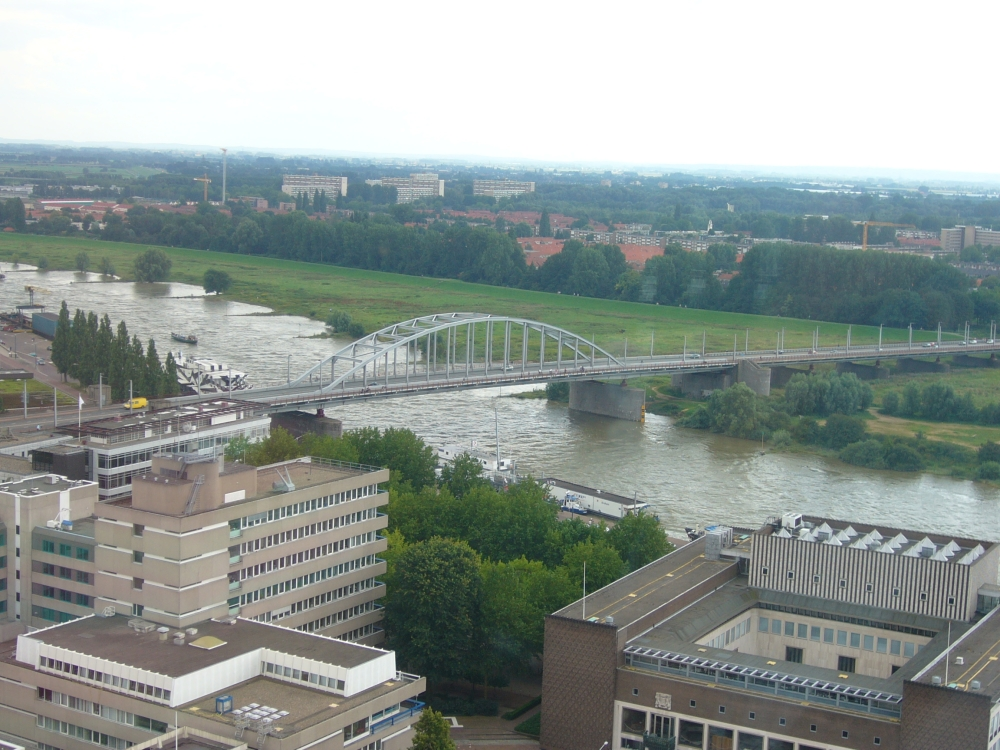
Вид сверху с церковной башни

Арнем был освобождён войсками союзников в апреле 1945 года, а рядом с остатками моста Рейнбруг была возведена временная переправа. Позже Рейнбруг был восстановлен по тому же проекту, что и разрушенный мост. Его открытие состоялось в 1948 году. Мост был показан в фильме 1977 года «Мост слишком далеко», но поскольку городская застройка вокруг моста в Арнеме сильно изменились со времен войны, большая часть эпизодов обороны моста была снята в Девентере, где на реке Эйссел существовал похожий мост.
На волне успеха фильма 17 декабря 1977 года автомобильный мост в Арнеме был официально переименован в мост Джона Фроста (нидерл. John Frostbrug).

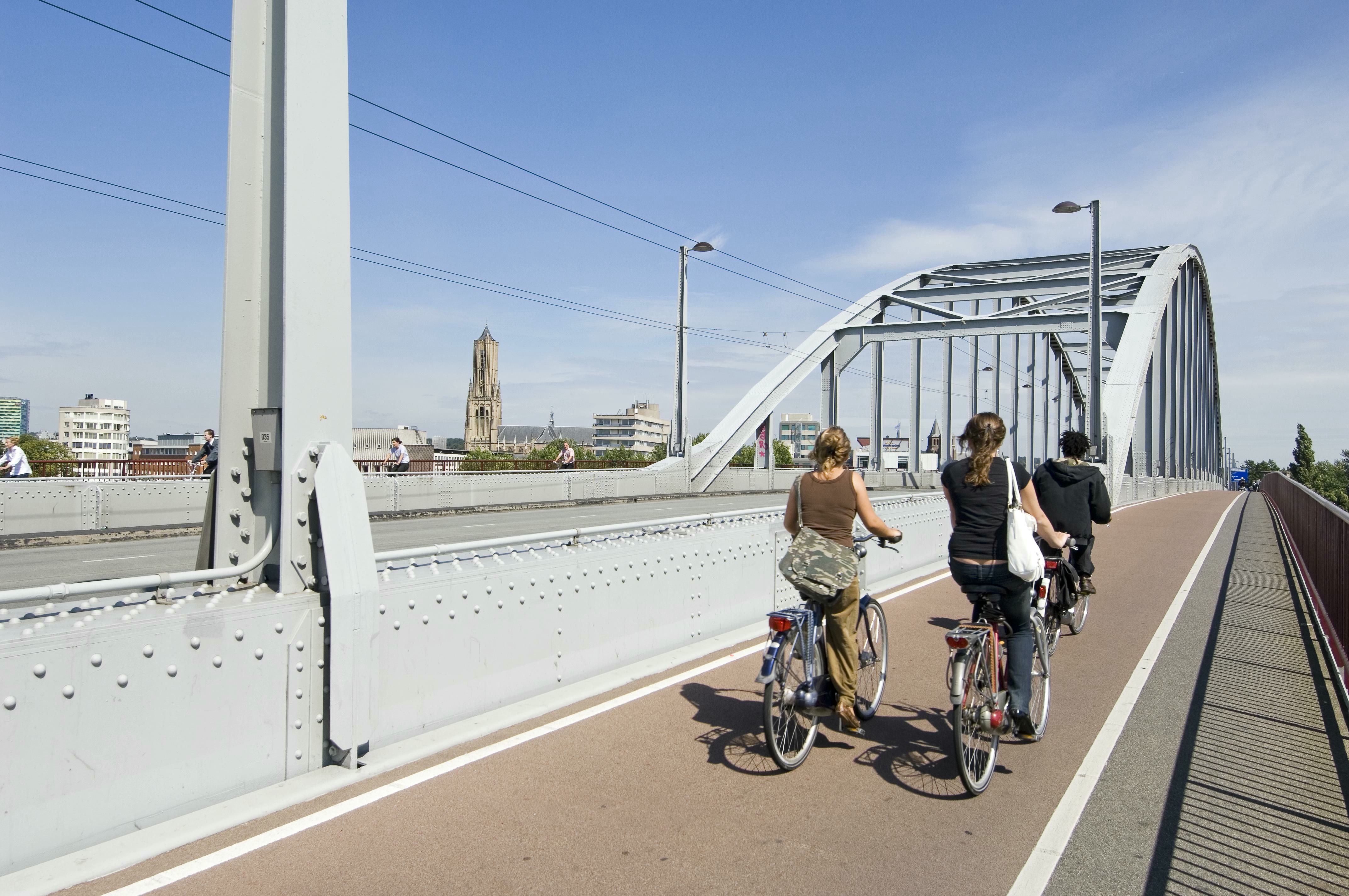
Велосипедная дорожка или Fietspad на мосту.

8 мая 1995 года на мосту состоялся Всемирный концерт свободы в честь 50-летия освобождения Европы. Это был один из крупнейших мемориальных концертов, когда-либо проводившихся в Нидерландах.

## Другие мосты в Арнеме
В Арнеме есть три моста через Нижний Рейн: мост Джона Фроста, мост Нельсона Манделы и мост Андрея Сахарова. Планируется строительство ещё одного моста через Нижний Рейн в Остербеке, который будет назван в честь Станислава Сосабовского, польского генерала, ещё одного участника битвы при Арнеме.